# Kilingi-Nõmme
Kilingi-Nõmme je estonské město bez vlastní samosprávy, náležející do obce Saarde kraje Pärnumaa, jejímž je správním centrem. Město se nachází na západním okraji Sakalské vysočiny, přibližně 40 km jihovýchodně od Pernova, na křižovatce silnic Valga – Uulu (Valga – Pärnu, č. 6) a Tartu – Viljandi – Kilingi-Nõmme (č. 92), asi 11 km od estonských hranic s Lotyšskem. Žije zde přibližně 1 600 obyvatel.

## Dějiny
První písemná zmínka o řádovém statku, poblíž něhož posléze vyrostlo dnešní město, pochází z roku 1560. Sídlo je zmiňováno jako Ovelgunne, později též jako Kurkund. Statek roku 1665 přešel do majetku rodu Schillingů, jimž patřil až do roku 1753. Jejich jméno se lidovou výslovností změnilo na Kilingi a stalo se i označením zdejšího sídla.
Jádrem budoucího města se stala krčma založená poblíž statku u křižovatky na pozemcích usedlosti Nõmme. Postupné rozrůstání sídla se velmi urychlilo v 19. století, kdy v rámci rusifikační a nábožensky unifikační politiky Ruského impéria bylo nejprve roku 1845 vybráno za středisko pravoslavné farnosti, roku 1848 zde pak byla otevřena pravoslavná farní škola, a v 70. letech byla rozdělována půda novým konvertitům k pravoslaví.
Luterská farní škola, založená již 1828, ale 1830 pro nedostatek žáků opět zavřená, začala stabilně pracovat v roce 1884. 1871 se v Killingi-Nõmme otevřel první obchod, 1893 první knihkupectví, 1916 pak pošta. Roku 1913 měla vesnice 800 obyvatel, žijících v 87 domech.
Po vyhlášení Estonské republiky roku 1918 růst Kilingi-Nõmme pokračoval. Vesnice byla v následujícím roce povýšena na městys, a v rámci správní reformy roku 1938 na město.
Roku 1940 začala sovětská okupace Estonska, a stejně jako v celé zemi byla i v Kilingi-Nõmme nastolena bolševická moc, s ní přišla první vlna perzekucí a deportací estonského obyvatelstva. 3. července 1941, povzbuzeni zprávami o blížící se frontě, osvobodili město Lesní bratři. K městu byl vyslán pernavský Vyhlazovací prapor, aby je znovu dobyl, ale 4. července byl na předpolí města v Liivamäe odražen Lesními bratry a pomocníky z řad okolního obyvatelstva. 5. července se Vyhlazovací prapor vrátil s podporou deseti sovětských tanků; ještě téhož dne bolševické jednotky město dobyly, pobily obyvatele, kteří je nestačili včas opustit, a podstatnou část města vypálily. Během následujícího dne bolševici město opět opustili před blížící se německou armádou, která vstoupila do města 7. července. Pro Estonsko i Kilingi-Nõmme nastala tříletá nacistická okupace, která však nepřinesla výraznější události.
Obnovení sovětské okupace v roce 1944 bylo začátkem jednak nových perzekucí, které vyvrcholily březnovými deportacemi roku 1949, jednak administrativních změn. Již roku 1945 byly dosavadní obce částečně nahrazeny vesnickými sověty, a 1950 pak bylo obecní a krajské uspořádání zcela zrušeno a nahrazeno okresním, v němž se Kilingi-Nõmme stalo okresním městem. Ke konci roku 1959 byl však tento okres opět zrušen a spojen nejprve s okresem Abja, 1962 pak s okresem Pärnu.
V roce 1896 byla postavena úzkorozchodná železnice Pärnu – Mõisaküla – Rūjiena – Valga, stanice v Kilingi-Nõmme byla otevřena v roce 1917, předtím byla nejbližší stanice Woltveti 1,7 km na jihovýchod ve čtvrti Tihemetsa. V roce 1975 byla úzkorozchodná železnice uzavřena a v roce 1981 byla v rámci železnice Tallinn – Pärnu – Riga otevřena nová ruská rozchod 1520 mm (4 ft 11 27⁄32 in). Nakonec to bylo také uzavřeno v roce 2000 a demontováno v roce 2008.
Růst města rovnoměrně pokračoval, Kilingi-Nõmme si po celou dobu zachovávalo svůj status lokálního centra. Když správní reforma roku 1990 obnovila pernavský kraj, Kilingi-Nõmme se stalo samostatným statutárním městem. Roku 1998 bylo město zvoleno estonským zástupcem v projektu Kulturní vesnice Evropy. V roce 2005 došlo ke sloučení tří dosud samosprávných celků — obce Saarde, obce Tali a statutárního města Kilingi-Nõmme — v nově ustanovenou větší obec Saarde, jejímž administrativním centrem se logicky stalo Kilingi-Nõmme. V roce 2017 byla do obce Saarde začlněna i obec Surju.

## Současnost
Hospodářství Kilingi-Nõmme je založeno především na obchodu a službách, jichž využívá obec Saarde i další okolí. Příjmy přináší též turistika, která doznala rozvoje zejména od posledních let 20. století.
Ve městě je poliklinika, působí zde mateřská školka, základní škola s gymnáziem a hudební škola. Hojně využívána je budova kulturního klubu (Kilingi-Nõmme klubi) se dvěma sály o 350 a 150 místech k sezení, sportovní středisko (Kilingi-Nõmme spordihoone), městská knihovna (Kilingi-Nõmme raamatukogu) a středisko pro děti a mládež (Kilingi-Nõmme Päevakeskus). Náboženský život je zastoupen především baptistickým sborem a letničním sborem, které sídlí přímo ve městě, a luterským sborem, který má kostel na jižním okraji města, v katastru vesnice Saarde.

## Pamětihodnosti
Téměř všechny historické pamětihodnosti města byly v minulosti zničeny. Status kulturních památek mají požární zbrojnice z roku 1921 a pravoslavný hřbitov založený roku 1845. Ve městě se nachází též pomník obětem 1. světové války a Estonské osvobozenecké války, původně vztyčený 1933, v roce 1945 kompletně zničený na rozkaz sovětských úřadů a roku 2008 znovupostavený ze zdrojů získaných veřejnou sbírkou.
Kilingi-Nõmme je rovněž východištěm k přírodním památkám v okolí, jako jsou Nigulská slať, Rongský močál nebo Allikukivské jeskyně.